# Arroyo-Brunnen

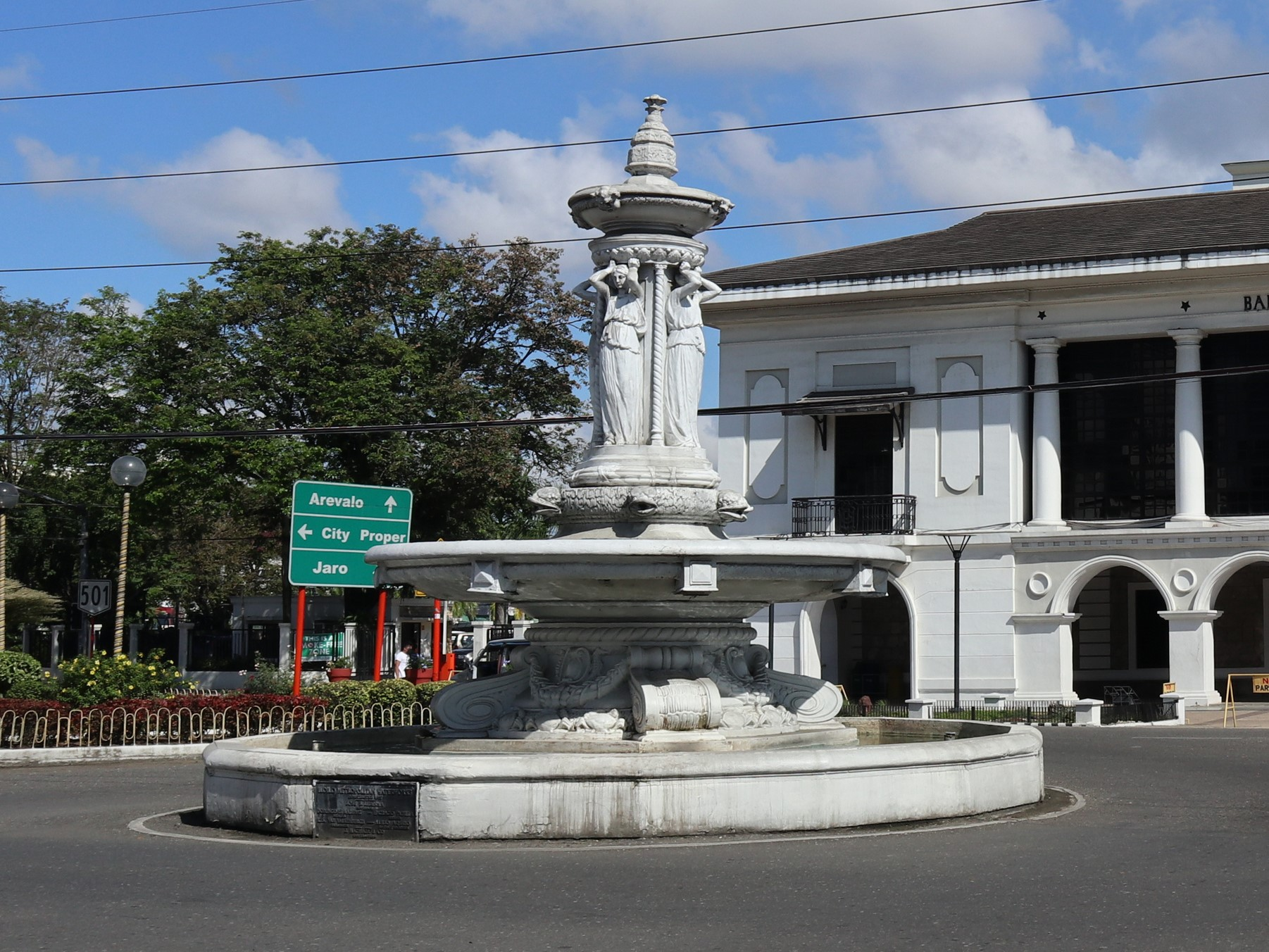
Arroyo-Brunne in der Mitte eines Kreisverkehrs

Der Arroyo-Brunnen ist ein historisches Wahrzeichen in der philippinischen Stadt Iloilo City. Er befindet sich vor der Casa Real de Iloilo im Bezirk Iloilo City Proper. Er wurde nach dem Senator José María Arroyo benannt, welcher den Republic Act Nr. 3222 verfasste, mit welchem im Jahr 1925 die damaligen Iloilo Metropolitan Waterworks gegründet wurden. Inmitten eines Kreisverkehrs stehend ist er gut sichtbar für alle Durchreisenden, welche gegenüberliegende Distrikte der Stadt besuchen.
Der Brunnen hat die Funktion eines Fundamentalpunkts, welcher zur Messung von Distanzen von Iloilo City aus zu anderen Punkten auf der Insel Panay, der Region Western Visayas und weiteren Orten auf den Philippinen genutzt wurde.

## Geschichte
Der Brunnen wurde im Jahr 1927 erbaut, nachdem am 16. September 1925 das Gesetz zur Gründung der Metropolitan Waterworks in Kraft getreten war. An der Stelle des heutigen Brunnens stand zuvor der Flaggenmast der Casa Real.
Der Brunnen ist eine Skulptur, die ursprünglich aus vier nackten Musen griechischer Ikonen bestand. Diese hielten ein großes Becken über dem Kopf, aus dem Wasser aus einem Ausguss an der Oberseite sprudelte und nach unten floss, um sich dann in einem größeren Becken zu sammeln. Auf Drängen der römisch-katholischen Kirche wurden die Musen 1929 in fließende Gewänder „gekleidet“ und neu geformt, wodurch ihr heutiges Aussehen zustande kam.
Im Dezember 2022 wurde der Brunnen vom Nationalen Museum der Philippinen zusammen mit der Casa Real zum wichtigen Kulturgut erklärt. Ein paar Monate später wurde bekannt gegeben, dass der Brunnen saniert werden wird.